# هاینریش دوم
هاینریش دوم (به آلمانی: Heinrich II) (۶ مه ۹۷۲ میلادی – ۱۳ ژوئیه ۱۰۲۴ میلادی) پنجمین و واپسین امپراتوری مقدس روم از دودمان اتنی بود. او در ۱۰۱۴ میلادی در رم تاج‌گذاری نمود و تا زمان مرگش بر این جایگاه باقی‌ماند. وی تنها پادشاه ژرمن تقدیس‌شده از سوی کلیسای کاتولیک است.

## زندگی
پدر او هاینریش دوم باواریایی دوک باواریا بود که بر ضد دو پادشاه پیش از خود شوریده بود. به تبع این شورش‌ها وی بیشتر در تبعید می‌زیست. این تبعیدها سبب شد تا هاینریش جوان از خردسالی جذب کلیسا شود. وی در مدرسهٔ کلیسای هیلدسهایم به تحصیل پرداخت. با مرگ پدر در ۹۹۵ او به نام هاینریش چهارم دوک باواریا شد.
۱۰۰۲ میلادی او رهسپار رم بود تا به پسرخاله‌اش اتوی سوم یاری‌رساند، ولی اتو درگذشت و هاینریش از فرصت بهره‌جست و در ۷ ژوئن همان‌سال در ماینتس تاج‌گذاری نمود.
او سال‌های پس از تاج‌گذاری‌اش را به تحکیم قدرتش در مرزها پرداخت. یک لشکرکشی علیه بورسلاو یکم خروبری پادشاه لهستان انجام‌داد و نیز به جنگ با پادشاهی ایتالیا پرداخت.
در ۱۰۲۰ میلادی پاپ بندیکت هشتم در بامبرگ به دیدار هاینریش رفت و از او درخواست نمود به جنوب ایتالیا رفته و از گسترش قدرت امپراتوری روم شرقی جلوگیری نماید. دو سال پس از آن هاینریش نیروی بسیاری را به کرانه‌های دریای آدریاتیک در جنوب ایتالیا فرستاد.
در ژوئیهٔ ۱۱۴۷ سال‌ها پس از مرگش او از سوی پاپ کلمنت دوم تقدیس شد.